# 張休 (蜀漢中葉)
張休（？—？），漢嘉人，蜀漢中葉到後期之人，官至雲南太守。

## 生平
張休與王謀為同鄉，蜀漢重臣兼大將軍蔣琬執政後曾詢問屬下張休「漢嘉之前出了王謀這樣的人物，現在有誰能接替他呢？」張休回答道：「就算是整個益州都沒有後繼者，更何況我們郡中呢？」後來張休做了蜀漢到晉初時期的雲南太守。